# Passage en douce
Passage en douce : carnet d'errance est une bande dessinée en noir et blanc de la Croate Helena Klakočar qui raconte ses voyages en Europe, avec son conjoint et leur enfant, tandis que la guerre fait rage. Cette bande dessinée en noir et blanc, parue en 1999 chez Fréon au format « à l'italienne », remporte le fauve d'or du meilleur album étranger au festival international de la bande dessinée d'Angoulême en 2000 ainsi que le prix France Info de la bande dessinée d'actualité et de reportage.

## Synopsis
En été 1991, Helena Klakočar quitte Zagreb avec sa famille : son conjoint Ciki et leur fille, Iskra, pour des vacances en catamaran. Or, la guerre qui fait rage leur interdit le retour. La famille se déplace d'un port à un autre, en Grèce et en Italie, puis aux Pays-Bas, entre juin 1991 et mari 1992 ; Klakočar réalise des portraits de touristes pour gagner quelques revenus. Au cours de leurs errances, ils se confrontent aux préjugés ethniques et rencontrent d'autres exilés. L'auteure tient un carnet de bord pour narrer cet exil. En 1992, la famille trouve asile en Hollande.

## Choix artistiques
Le format, « à l'italienne », ainsi que le dessin, inspiré de la tradition yougoslave, « entre violence satirique, goût pour l'absurde et réalisme hérité des glorieux anciens », sont « difficiles d'accès de prime abord ». Le style se rapproche du croquis, avec des dessins inachevés et des lavis, qui traduisent le sentiment d'urgence,. L'artiste évoque également ses rêveries et ses souvenirs.

## Accueil critique

### Récompenses
- 2000
  - fauve d'or : meilleur album étranger[1]
  - prix France Info de la bande dessinée d'actualité et de reportage[1]